# Olavius curtus
Olavius curtus är en ringmaskart som beskrevs av Erséus 2003. Olavius curtus ingår i släktet Olavius och familjen glattmaskar. Inga underarter finns listade i Catalogue of Life.